# Hán Sở truyền kỳ
Hán Sở truyền kỳ là một bộ phim truyền hình Trung Quốc dựa trên các sự kiện vào cuối thời nhà Tần và Chiến tranh Hán – Sở (206–202 TCN) dẫn đến việc thành lập nhà Hán ở Trung Quốc cổ đại. Bộ phim này do Cao Hy Hy làm đạo diễn, bộ phim có sự tham gia của các diễn viên như Trần Đạo Minh trong vai Lưu Bang, hoàng đế khai quốc của nhà Hán, và Hà Nhuận Đông trong vai đối thủ của Lưu Bang là Hạng Vũ. Phim bắt đầu phát sóng trên An Huy TV, Chiết Giang TV, Giang Tây TV và Thiên Tân TV vào ngày 28 tháng 12 năm 2012.
Bộ phim bắt đầu phát trực tuyến trên Netflix vào năm 2017.

## Nội dung
Bộ truyện lấy bối cảnh Trung Quốc vào cuối thế kỷ thứ ba trước Công nguyên dưới thời nhà Tần, triều đại đã chinh phục sáu nước khác trong Chiến Quốc Thất hùng và thống nhất Trung Quốc dưới sự cai trị của Tần Thủy Hoàng cũng là hoàng đế đầu tiên của Trung Hoa vào năm 221 trước Công nguyên. Vì triều đại nhà Tần cai trị bằng các chính sách tàn bạo và áp bức, nhà Tần đã phải chịu nhiều sự phẫn nộ từ những người dân thường, vì vậy các cuộc nổi loạn đã nổ ra vào năm 209 trước Công nguyên ngay sau khi Hoàng đế đầu tiên qua đời. Trong số những người nổi loạn có hai nhà lãnh đạo nổi bật là Lưu Bang và Hạng Vũ - họ đã nổi lên và cùng nhau lật đổ triều đại nhà Tần vào năm 206 trước Công nguyên. Sau khi triều đại nhà Tần sụp đổ, Lưu Bang và Hạng Vũ đã tham gia vào một cuộc đấu tranh giành quyền lực, trong lịch sử được gọi là Chiến tranh Hán – Sở, để giành quyền cai trị đối với Trung Quốc. Cuộc chiến kết thúc vào năm 202 trước Công nguyên với chiến thắng thuộc về Lưu Bang, người đã trở thành hoàng đế và thành lập nhà Hán trở thành triều đại cai trị toàn bộ Trung Quốc.

## Diễn viên
- Trần Đạo Minh vai Lưu Bang
- Hà Nhuận Đông vai Hạng Vũ
- Đoạn Dịch Hoành vai Hàn Tín
- Dương Lập Tân vai Tiêu Hà
- Tần Lam vai Lã hậu
- Lý Y Hiểu vai Ngu Cơ
- Tôn Hải Anh vai Phạm Tăng
- Vưu Dũng vai Ung Xỉ
- Hoắc Thanh vai Trương Lương
- Khang Khải vai Phàn Khoái
- Vương Kế Thạch vai Lư Quán
- Trương Thành Hạo vai Chu Bột
- Phạm Ngọc Lâm vai Long Thư
- Chu Diên Bình vai Hạng Lương
- Thái Nghi Đạt vai Hạng Trang
- Hứa Mao Mao vai Hạng Bá
- Hồ Đông vai Anh Bố
- Vu Hòa Vỹ vai Tần Thuỷ Hoàng
- Từ Cẩm Giang vai Ngụy Báo
- Hứa Văn Quảng vai Triệu Cao
- Lý Kiến Tân vai Lý Tư
- Vu Tân vai Tần Nhị Thế
- Tào Vệ Vũ vai Chương Hàm
- Vương Tuệ Long vai Tần Tử Anh
- Lâm Bằng vai Hạ Hầu Anh
- Thạch Duy Kiên vai Lịch Sinh
- Thang Yến vai Thích phu nhân
- Hứa Dương vai Bạc phu nhân
- Vu Minh Gia vai Tào thị
- Ngô Cương vai Thẩm Dịch Cơ
- Cơ Thần Mục vai Sở Nghĩa Đế
- Lưu Cảnh Phàm vai Bành Việt
- Thạch Diên Kinh vai Lý Tả Triệt
- Bành Quốc Bân vai Kỷ Tín
- Trương Cảnh Nguyên vai Trần Bình
- Lục Dũng vai Quán Anh
- Trịnh Tĩnh Nguyên vai Chu Kế
- Từ Tiểu Kiếm vai Tào Tham
- Dương Ngọc Thành vai Tùy Hỷ
- Lưu Tử Phong vai Lưu thái công
- Vương Quân vai Tào Vô Thương
- Hứa Phượng Niên vai Sài Vũ
- Lý Băng Viễn vai Quý Bố
- Diệp Bằng vai Chung Ly Muội
- Dương Tử Đóa vai Ngu Tử Kỳ
- Yến Bội vai Tống Triệt
- Trương Tây Thiên vai Trương Nhị
- Lưu Quảng Hầu vai Đồng Thụ Tôn
- Ngô Hiểu Đông vai Tư Mã Hân
- Lưu Cảnh Tây vai Mẹ của Lưu Bang
- Trịnh Thiên Dũng vai Lã Công
- Tư Cầm Cao Oa vai Trần Tây
- Hứa Vạn Thu vai Lã Tu
- Quách Khắc Đồng vai Tiểu Tiên
- Trương Thụy Ba vai Lưu Phì
- Đổng Xuân Minh vai Lưu Doanh
- Dương Chí Văn vai Lỗ Nguyên Công chúa
- Long Vũ vai Thương Hải Quân
- Vương Phổ vai Uy Thành
- Cung Hiểu Dung vai Nhược Giang
- Vương Vệ Quốc vai Âm Tông
- Lý Diên Sinh vai quan địa phương huyện Bái
- Dương Duệ vai Nhậm Áo
- Đại Hữu Vi vai Lý Lương
- Thương Nhạc vai Tống Tương
- Tống Lai Vân vai Vương Ly
- Nhậm Minh Sinh vai Lã Trạch
- Đông Minh vai quan địa phương Trần Lưu
- Chu Điện Anh vai quản lý quận Nam Dương
- Lưu Hiểu Hiểu vai Cát Đào
- Tất Hải Phong vai Vương Linh
- Miêu Lạc Nghị vai Lệ Nguyên
- Vương Nghị vai Xuân Vũ Nguyệt
- Lý Hà vai Lã Ý
- Phó Hồng Quân vai Thầy Chung
- Quách Văn Tuyết vai Thiên Hoành
- Hồ Cảnh Bồi vai Quý tộc Ngô Cương
- Kỷ Thành Công vai Khoái Triệt
- Lý Thừa Phong vai Tô Kiều
- Lý Căn vai Trương Bình
- Lâm Phong vai Thiên Quang
- Lạc Minh vai Anh Cao
- Song Lý vai Tào Cữu
- Tôn Ninh vai Hàn vương Thành
- Vương Minh vai Con gái của Tử Anh
- Ôn Hải Phong vai Ngô Xạ
- Dương Quảng vai Huân Chu
- Trương Tân Hoa Xã vai Sùng Tín
- Trịnh Vỹ vai Lưu Như Ý

## Sản xuất
Hán Sở truyền kỳ là bộ phim truyền hình lịch sử thứ hai do Cao Hy Hy làm đạo diễn sau Tân Tam Quốc (2010). Chi phí sản xuất cho phim Hán Sở truyền kỳ' được kỳ vọng sẽ phá vỡ kỷ lục khi hãng phim Bona Film Group công bố vào ngày 8 tháng 6 năm 2011 rằng họ sẽ cung cấp cho Cao Hy Hy ngân sách 1,7 tỷ nhân dân tệ cho dự án làm phim này, không bao gồm chi phí cho sự phát triển và mở rộng nội dung của phim có thể xảy ra trong tương lai.
Phim bắt đầu quay vào ngày 25 tháng 8 năm 2011 và kết thúc vào ngày 5 tháng 5 năm 2012.

### Xây dựng bối cảnh
Theo báo cáo, ngoài kinh phí khổng lồ, một trong những điểm nổi bật của loạt phim là bối cảnh quay phim thực tế. Cung điện, cùng với các địa điểm quan trọng khác trong loạt phim truyền hình, phải được xây dựng lại hoàn toàn theo yêu cầu nêu trong kịch bản bộ phim. Các bối cảnh dự kiến sẽ hoàn thành vào tháng 7 năm 2011.

### Tuyển diễn viên
Trần Đạo Minh chính thức được lựa chọn để vào vai Lưu Bang. Vào ngày 25 tháng 8 năm 2011, đạo diễn Cao Hy Hy xuất hiện trước công chúng cùng sáu thành viên đã được xác nhận của dàn diễn viên, bao gồm Trần Đạo Minh, Hà Nhuận Đông và Hồ Đông. Trần Đạo Minh đã được xác nhận vào vai Lưu Bang trong khi Hà Nhuận Đông là một lựa chọn khả thi cho nhân vật Hạng Vũ.